# Picchiarello - Il film
Picchiarello - Il film (Woody Woodpecker) è un film del 2017 diretto da Alex Zamm, basato sull'omonimo personaggio dei cartoni animati.

## Trama
L'astuto e vivacissimo Picchiarello deve difendere la sua casa nella foresta dall'affarista divorziato Lance Walters (donatagli in eredità dal nonno), che, insieme al figlio Tommy e alla fidanzata Vanessa, inizia a costruire una casa da sogno nel bosco in modo da poterne trarre un profitto.
Il piccolo uccellino è contemporaneamente impegnato a sottrarsi alle grinfie di due bracconieri, i fratelli Nate e Otis Grimes, dato che l'uccello appartiene ad una specie ritenuta estinta da molti anni e che quindi ha un grande valore al mercato nero.
Il giovane Tommy è freddo e distaccato nei confronti del padre e, durante una escursione nella foresta, si imbatte in Picchiarello, facendo presto amicizia con lui. Il ragazzo, appassionato di musica rock, prende una chitarra nuova e fa parte di un complesso (fra i membri del gruppo è compresa la ragazza che gli ha donato la chitarra, gestrice di un negozio, con cui stringe amicizia).
Nel tentativo di difendere il proprio territorio, Picchiarello combina dispetti ai danni di Lance, Vanessa e gli operai. Seguendo il consiglio di Samantha Barlett, una park ranger locale, Lance gli regala biscotti con burro di arachidi ogni giorno a patto che non interferisca più nella costruzione della casa; il picchio, preso per la gola, accetta e la casa viene ultimata. Nel mentre, anche i rapporti fra Lance e suo figlio migliorano.
Picchiarello si è nel frattempo affezionato a Lance e Tommy e, preso da un'ispirazione per manifestare la sua amicizia, realizza una scultura di loro e lui su una parete della casa ma, per errore, provoca un incendio. Lance, furioso, si rivolge ai fratelli Grimes (spacciatisi per disinfestatori), distrugge la sua casa e i due riescono finalmente ad acciuffarlo. I fratelli hanno intenzione di vendere Picchiarello al migliore offerente e imbalsamarlo. Tommy, sicuro che Picchiarello non ha dato fuoco intenzionalmente, si allontana dal padre per cercare l'amico.
In seguito Lance scopre la scultura di Picchiarello, salvatasi dall'incendio, e si ricrede nei confronti del pennuto. Tommy e gli altri suoi amici trovano Picchiarello nel rifugio dei Grimes (essendoci già stati per sbaglio) ma vengono anch'essi fatti prigionieri. Lance e Samantha scoprono la verità su Nate e Otis e fanno irruzione nella loro officina, ma vengono rinchiusi anche loro. Tuttavia Lance riesce a liberare l'amico pennuto. I due manigoldi tentano di sfuggire alla vendetta di Picchiarello, ma alla fine vengono sconfitti e arrestati.
Mentre Lance incassa l'assicurazione per l'incendio e c'è la possibilità di costruire un'altra casa, ottiene la custodia del figlio Tommy e regala a Picchiarello un nuovo tronco d'albero dove abitare.
Dopo i titoli di coda viene inserito un cortometraggio classico del personaggio.

## Produzione
Previsto dalla Illumination Entertainment, il lungometraggio è, invece, prodotto dalla Universal 1440 Entertainment.

## Distribuzione
Il film è stato distribuito esclusivamente nelle sale cinematografiche brasiliane il 5 ottobre  2017; negli Stati Uniti viene, infatti, distribuito solo in DVD e su Netflix il 6 febbraio 2018, mentre in Italia il giorno successivo.

## Accoglienza

### Incassi
A partire dall'11 marzo 2018, il film ha incassato 15,3 milioni di dollari. Ha debuttato a $ 1,5 milioni, finendo secondo al botteghino brasiliano dietro Blade Runner 2049. Il film è aumentato del +45,4% nel suo secondo fine settimana, passando al primo posto con 2,1 milioni di dollari. Il film non è mai uscito nelle sale in paesi diversi dall'America Latina.

### Critica
Sul sito web aggregatore di recensioni Rotten Tomatoes, il film ha un indice di gradimento del 13% basato su 8 recensioni.
Common Sense Media ha valutato il film con una stella su cinque, affermando: "Cattivi comicamente crudeli, una storia non originale, esibizioni maldestre e la dipendenza da scoregge e rutti sono le luci basse di questo imbarazzante sforzo di riportare un meno che coinvolgente uccello dei cartoni animati."

## Sequel
A settembre 2021, è stato annunciato che la Universal ha iniziato le riprese di un sequel del film a Victoria, in Australia. Le riprese sono terminate il 12 dicembre 2021. Questo sequel è diretto da Jon Rosenbaum, con il titolo di Picchiarello al campo estivo (Woody Woodpecker Goes To Camp), ed è uscito il 12 aprile 2024.